# Rudolf Spazier
Rudolf Spazier (2. července 1887 Medlánky – 17. srpna 1963 Brno) byl československý politik a vysokoškolský pedagog, v letech 1935–1939 starosta Brna. Byl vězněn za nacistické okupace i v 50. letech 20. století.

## Biografie

### Mládí
Narodil se v zámku v Medlánkách v rodině zahradníka Petra Spaziera a jeho manželky Matyldy, rozené Römerové. Absolvoval Českou vyšší reálku v Brně a v roce 1912 vystudoval odbor stavební České vysoké školy technické v Brně. Zde do roku 1919 působil jako asistent.

### Profesní kariéra
Od roku 1919 pracoval v ČSD jako vrchní stavební komisař a vrchní technický rada. Od roku 1921 byl honorovaným docentem Vysoké školy zemědělské v Brně. Roku 1930 získal na stavebním odboru České vysoké školy technické v Brně doktorát technických věd a od roku 1934 tam působil jako soukromý docent mechanického zkoušení stavebních hmot.

### Starosta a vězeň
Starostou města byl zvolen na konci roku 1935. Ve funkci zůstal i po vyhlášení protektorátu Čechy a Morava dne 15. března 1939. Úřadoval až do 23. března, kdy mu gestapo přikázalo nezasahovat do správy města. Dne 1. září téhož roku byl v rámci Akce Albrecht I. zatčen a až do konce války vězněn, nejprve na Špilberku, poté v Dachau a v Buchenwaldu.

### Po 2. světové válce
Po návratu do Brna byl v roce 1946, se zpětnou platností od roku 1945, jmenován na stavebním odboru České vysoké školy technické v Brně řádným profesorem stavebních hmot a jejich zkoušení. Působení na vysoké škole mu bylo zakázáno roku 1950 a následující rok byl penzionován. V roce 1955 byl ve vykonstruovaném procesu odsouzen za velezradu k sedmi letům odnětí svobody a propadnutí majetku. Zemřel v roce 1963, rehabilitován byl o sedm let později.
Je pohřben na hřbitově v Brně-Králově Poli.

### Rodinný život
Dne 23. září 1933 se oženil s Marií Šafaříkovou, ovdovělou Pospíšilovou (1889–1959). Téhož dne se konal církevní sňatek ve Vranově.
Jeho synovcem byl Karel Spazier (1914–2007), který byl jako student medicíny zatčen v tzv. dodatečné akci po studentské demonstraci 17. listopadu 1939 v Brně. Byl vězněn na Špilberku a později v koncentračním táboře Sachsenhausen.